# Ewok
« Ewoks » redirige ici.  Pour la série télévisée, voir Ewoks (série télévisée).
Vie extraterrestre de fiction apparaissant dans
Star Wars.
L’ewok est une espèce de l’univers de fiction Star Wars. Il est originaire de la lune forestière d'Endor.
Créé par George Lucas, l'ewok apparait pour la première fois dans le film Star Wars, épisode VI : Le Retour du Jedi (Star Wars, Episode VI: Return of the Jedi) de 1983. Durant les deux années suivantes, il apparait à la télévision dans deux téléfilms L'Aventure des Ewoks (Caravan of Courage: An Ewok Adventure), La Bataille d'Endor (Ewoks: The Battle for Endor) et une série d'animation Ewoks. Il est aussi le principal protagoniste de nombreux livres et comics.

## Description et mode de vie
Les ewoks sont l'espèce intelligente la plus présente sur la lune forestière d'Endor. Physiquement, ce sont des mammifères humanoïdes omnivores mesurant environ un mètre de haut. Ils ressemblent à des ours en peluche dont la fourrure varie selon les individus, avec des teintes de brun, marron, noir et blanc et peut comporter des taches, rayures ou dégradés,,. Les ewoks ont une vue limitée mais elle est compensée par un excellent sens de l'odorat. Ils sont curieux, astucieux et inventifs,.
C'est un peuple technologiquement primitif de chasseurs-cueilleurs. Pour la chasse, ils utilisent des couteaux, des massues, des sagaies, des arcs et des flèches. Ils sont capables de construire des pièges pour des proies importantes, des catapultes, des chariots et des deltaplanes,. Ils ont domestiqué deux espèces d'animaux : les poneys ewoks et les bordoks qu'ils utilisent comme montures, animaux de trait ou animaux de bât. Leurs vêtements sont rudimentaires. Comme trophée, ils portent sur eux des dents, ossements, cornes et plumes des animaux qu'ils ont chassés. Ces ornements sont utilisés pour indiquer le rang social.

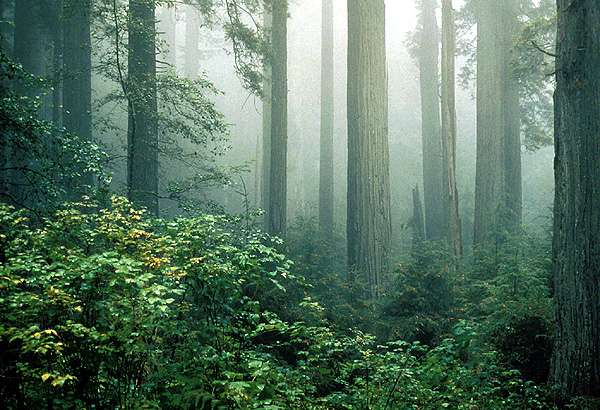
Parc national de Redwood où les scènes sur les Ewoks du film Le Retour du Jedi ont été tournées.

Les villages ewoks sont suspendus dans les arbres. L'altitude permettant d'éviter les prédateurs. En général, durant le jour, ils chassent et se réunissent sur le sol de la forêt. La nuit, ils montent dans leurs abris aériens. Les villages se composent de petits groupes de huttes en bois et chaume. Les habitations et les différents niveaux d'un village sont reliés entre eux par des passerelles de bois,. Les ewoks peuvent se déplacer entre elles à pied, en employant des lianes ou des échelles de corde.
Les ewoks adorent la vie en communauté. La musique et la danse font partie de leur vie. Elles sont employées lors de festivals, de rituels ou des célébrations. Pour faire de la musique, ils emploient des cornes, des tambours et d'autres instruments. Pour communiquer avec d'autres tribus, ils se servent de tambours,.
Les ewoks ont une culture tribale, il existe un chef et un conseil des anciens pour chaque tribu. Certains ewoks développent des talents de chaman, sorcier et de guérisseur. Un chaman ewok possède une panoplie d'objets magiques. À l'aide d'un bâton des esprits, il peut demander l'aide des ancêtres. Il se sert d'une baguette curative pour soigner blessures et maladies. Un guérisseur connaît la forêt et les plantes médicinales qu'il conserve précieusement. La famille joue un rôle important dans la société ewok. Les familles vivent le plus souvent ensemble et les jeunes s'éloignent rarement de leurs parents.
En ce qui concerne leur mode de communication, leur langage est l'ewokese. Les ewoks peuvent apprendre et parler d'autres langues,. Pour le basic, la langue universelle, ils ont développé une variante hybride, l'ewokese-basic.
Du point de vue de la religion, ils vénèrent le foyer, la famille, les arbres et la nature avec laquelle ils vivent en harmonie,. En raison de l'importance de la religion dans la culture ewok, le chaman d'une tribu a autant de pouvoir que le chef, il le conseille en interprétant les signes qu'on lui envoie.

## Histoire
Dans la chronologie de la saga Star Wars, l'An 0 correspond à la Bataille de Yavin de Star Wars, épisode IV : Un nouvel espoir. La chronologie de cette section est donnée par Science-Fiction magazine. Les principaux événements de l'histoire des Ewoks sont contés dans la série télévisée, les téléfilms et le sixième épisode de la saga Star Wars.

### De l'An -4 à l'An 3
La série d'animation Ewoks, une partie des livres pour enfants et la série de comics Ewoks racontent des événements de cette période. Bien que les ewoks ne soit pas une race guerrière, il leur arrive d'être en conflit avec d'autres races de la lune forestière d'Endor. Durant cette période, les ewoks de la tribu Bright Tree affrontent les Duloks menés par le roi Gorneesh, la sorcière Tulgah, les flogs, les froschs et les guerriers dandelions. Leur quotidien est aussi raconté : pique-nique, deltaplane, partie de pêche, équitation... Ils organisent des célébrations pour fêter des récoltes et des concours lors de festivals. À la fin de la série, l'Empire commence à s'intéresser à la lune forestière d'Endor et à y mener des expéditions,.

### De l'An 3 à l'An 4

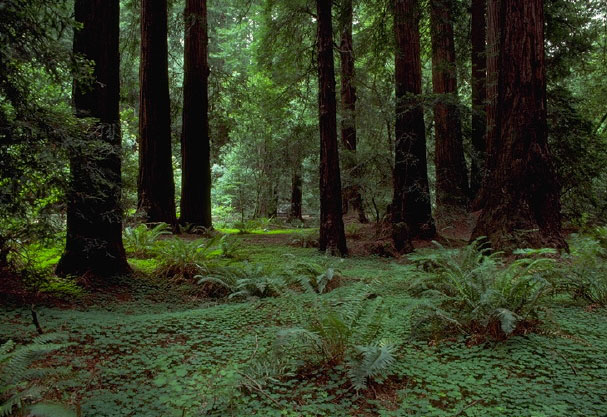
Muir Woods National Monument. Végétation typique du comté de Marin en Californie où a eu lieu le tournage des téléfilms.

Les téléfilms L'Aventure des Ewoks et sa suite La Bataille d'Endor sont situés durant cette période. Le vaisseau spatial d'une famille humaine, les Towani, s'écrase sur la lune forestière d'Endor. Dans L'Aventure des Ewoks, les parents Towani sont enlevés par le géant Gorax. La famille Warrick va découvrir et aider les enfants Mace et Cindal. Deej Warrick décide de former une caravane pour aller secourir les parents captifs. Avec les deux humains, ses fils Weechee, Widdle et Wicket, ils forment une caravane et partent affronter le géant. La prêtresse Kaink et le bûcheron Chukha-Trok se joindront à l'aventure. Aidés d'objets magiques donnés par le chaman Logray et de leur courage, ils affrontent de multiples périples et sauvent les parents. Une célébration a lieu au village ewok pour fêter leur victoire,.
La suite La Bataille d'Endor situe l'action quelques mois plus tard. Wicket et Cindel sont devenus de très bons amis. La famille Towani a pratiquement fini les réparations de leur vaisseau spatial. Le village ewok est attaqué par les Maraudeurs de Sanyassan menés par le roi Terak et la sorcière Charal. Les ewoks sont capturés ainsi que Cindel, seule survivante de la famille Towani. Ils sont emmenés dans la forteresse des Maraudeurs. La jeune humaine et Wicket parviennent à s'échapper, ils rencontrent Teek, une créature ultra rapide d'Endor et Noa Briqualon, un ermite humain qui s'est écrasé depuis plusieurs années. Ensemble, ils arrivent à secourir les ewoks. En s'aidant du vaisseau spatial de Noa, ils battent les Maraudeurs. Cindel et Noa repartent dans l'espace,.

### L'An 4, bataille d'Endor
Le film Star Wars, épisode VI : Le Retour du Jedi raconte la bataille d'Endor, l'événement majeur de cette période. Les impériaux ont construit un générateur de champ de force sur la lune pour protéger le chantier de construction de la nouvelle Étoile de la mort. Un commando de l'Alliance rebelle est envoyé sur la lune pour le détruire. Wicket, au cours d'une expédition, rencontre la Princesse Leia Organa. Il se lie d'amitié et l'emmène au village ewok. Là, ils découvrent que les ewoks ont capturé Luke Skywalker, Han Solo, Chewbacca, R2-D2 et C-3PO. À cause de son revêtement doré, les ewoks prennent ce dernier pour une divinité. Logray veut offrir les captifs en sacrifice. Luke use de la Force pour renforcer le côté divin attribué à C-3PO. Ils échappent au sacrifice et tentent de convaincre les ewoks de rejoindre leur cause. Wicket finit par faire pencher la balance en leur faveur. Les rebelles et les ewoks combattent les troupes impériales. Au cours de la bataille, les stormtroopers se rendent compte qu'ils ont sous-estimé les petits habitants de la lune. Les guerriers Ewoks utilisent chaque avantage de leur environnement naturel pour surprendre, piéger et écraser les soldats. Le commando rebelle parvient à détruire le générateur de bouclier. Dans l'espace, le Faucon Millenium, piloté par Lando Calrissian et Nien Nunb, et le X-wing de Wedge Antilles entrent au cœur de la station et la détruisent, ce qui entraîne l'explosion de l'Étoile de la mort. Pour fêter la victoire de l'Alliance, les ewoks organisent une grande célébration,,.

### Après l'An 4
L'Alliance quitte la lune forestière d'Endor pour devenir la Nouvelle République. Les ewoks reprennent leur vie quotidienne, le seul lien avec la République est un comptoir de commerce et une plate-forme d'alunissage situé près d'un des villages ewok. Certains ewoks deviennent des animaux chargés de réconforter les blessés de guerre.

## Ewoksles plus connus
Cette section présente des ewoks du village Bright Tree. C'est une liste non exhaustive qui présente la famille Warrick, la famille dirigeante du chef Chirpa et des ewoks ayant eu des rôles importants dans les médias audiovisuels. La plupart d'entre eux sont aussi apparus dans des œuvres littéraires et sous forme de jouets.

### Wicket Warrick
Il apparaît pour la première fois en 1983 dans le film Star Wars, épisode VI : Le Retour du Jedi (Star Wars, Episode VI: Return of the Jedi). Durant les deux années suivantes, il est un personnage central dans les téléfilms sur les ewoks : L'Aventure des Ewoks (Caravan of Courage: An Ewok Adventure), La Bataille d'Endor (Ewoks: The Battle for Endor) ainsi que dans la série d'animation Ewoks. Il apparaît également dans de nombreuses œuvres littéraires sur les ewoks. À l'origine, ce devait être Kenny Baker qui devait interpréter le personnage de Wicket, cependant il tomba malade au début du tournage et ce fut Warwick Davis, alors âgé de treize ans, qui le remplaça. Par la suite, Davis reprit le rôle de Wicket pour les téléfilms L'Aventure des Ewoks de 1984 et La Bataille d’Endor de 1985.
Wicket est le premier ewok que rencontre la princesse Leia Organa lorsqu'elle s'écrase avec sa motojet dans la forêt de la lune forestière d'Endor. Aux prises avec un scout-trooper, Wicket vient à son secours en détournant l'attention du soldat impérial. Au début assez méfiant, il va très vite se lier d'amitié avec la princesse. De nature assez maladroite, on le retrouve lors de la bataille d'Endor où les Ewoks viennent en aide à l'alliance rebelle face à l'Empire galactique.

### FamilleWarrick

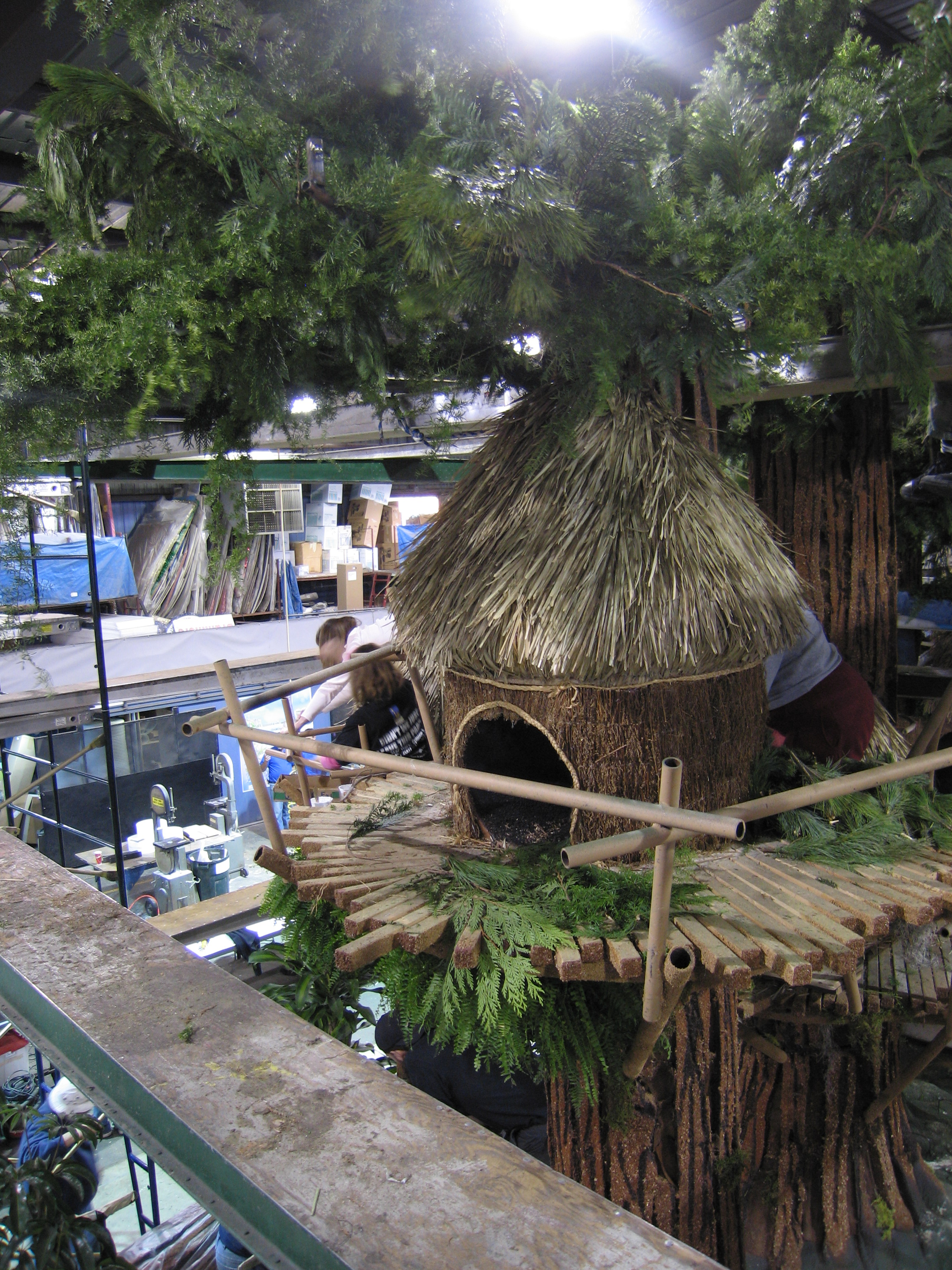
Hutte d'un village ewok.

- Erpham Warrick : Guerrier, arrière-grand-père de Wicket. Il a combattu les duloks et est un exemple pour les générations suivantes. Des années plus tard, il revient sous forme de fantôme pour conseiller Wicket lors d'un nouveau conflits contre les Duloks[14].
- Deej Warrick : Guerrier, mari de Shodu et père de Winda, Wicket, Widdle et Weechee. Il prend la décision de monter la caravane qui part secourir les parents Towani[15].
- Shodu Warrick : Guérisseuse, femme de Deej et mère de Winda, Wicket, Widdle et Weechee. Grâce à sa connaissance des plantes, elle soigne la fièvre de Cindel Towani[16].
- Weechee Warrick : Frère ainé de Wicket. Il participe au sauvetage des parents Towani. Il est très protecteur envers son jeune frère Wicket et il se chamaille souvent avec Widdle[17].
- Widdle « Willy » Warrick : Second frère de Wicket. Il participe au sauvetage des parents Towani. Il se chamaille souvent avec Weechee. Il est gourmand et maladroit[18].
- Winda Warrick : Jeune sœur de Wicket[15],[16].

### Famille du Chef Chirpa
- Chef Chirpa : Chef du village de Bright Tree. C'est sous ses ordres que les ewoks se sont engagés dans la lutte contre l'Empire[4],[19].
- Zohra : Femme du Chef Nassim, elle est la mère de Kneesaa et d'Asha. Elle a été tuée par un hanadak alors qu'elle protégeait ses enfants[14].
- Kneesaa : Fille cadette de Chirpa et amie proche de Wicket. Après la mort de son père, elle prend sa succession à tête de la tribu[2],[14],[19].
- Asha : Fille ainée de Chirpa. Dans sa jeunesse, elle a échappé à une attaque des hanadaks et a été élevée par des korrinas. Portée disparue pendant plusieurs années, Wicket finit par la rencontrer dans la forêt. Par la suite, elle rejoint la tribu[14],[19],[20].

### Autres ewoks
- Bozzie : Mère de Paploo, tante de Kneesaa et Asha[14],[21].
- Chukha-Trok : Bûcheron et guerrier qui combat le géant Gorax pour secourir la famille Towani. C'est un ewok fort et de grande taille[14],[22].
- Graak : Guerrier astucieux qui participe à la lutte contre l'Empire[23].
- Kaink : Prêtresse qui affronte le géant Gorax pour secourir les Towani. Elle vit à l'écart du village et est la gardienne des légendes de la tribu. Elle a des pouvoirs magiques. Le cristal de son bâton peut envoyer des rayons d'énergie ou hypnotiser des animaux[14],[24].
- Kazak : Membre du conseil des anciens. Lors de la bataille d'Endor, il étudie les patrouilles impériales et participe aux plans d'attaques[25].
- Latara : Fille de Lumat, elle est l'amie de Wicket, Kneesaa et Teebo. C'est une musicienne[14],[26].
- Logray : Chaman de la tribu et sorcier-guérisseur[4],[27]. Son rôle est tenu par Mike Edmonds dans l'Épisode VI.
- Lumat : Archer et artisan fabriquant des armes pour la tribu. Il fait partie du conseil des anciens[28].
- Malani : Petite sœur de Teebo, elle veut toujours accompagner Wicket et ses amis qui sont plus vieux qu'elle[14].
- Nippet : Fille de Lumat et la sœur de Latara[26].
- Paploo : Fils de Warok, éclaireur de la tribu. Il vole une motojet imprériale pour créer une diversion lors de la bataille d'Endor[29],[30].
- Rabin : Chasseur et tanneur[31].
- Rompa : Fier éclaireur de la tribu qui participe à la lutte contre l'Empire[32].
- Teebo : Meilleur ami de Wicket. C'est un musicien et poète. Il est l'élève de Logray[4],[33].
- Warok : Père de Paploo, il participe à la lutte contre l'Empire[30].
- Wuta : Explorateur toujours à la recherche d'arbres morts pour faire des outils. Il est le premier ewok à avoir signalé la présence de l'Empire sur Endor[34].

## Inspiration et création
Pour le nom de l'actuel ewok, George Lucas a inversé les syllabes du nom du wookiee, une autre espèce fictive qu'il a inventé,. Le résultat sonnait comme Miwok, le nom d'une tribu amérindienne qui vit dans la région de San Rafael en Californie où se trouve le Skywalker Ranch,,. Le nom lui a plu et c'est ainsi qu'est né le nom du ewok. Le lac artificiel construit sur la propriété du Skywalker Ranch a été baptisé « lac Ewok ».

« J'ai pris la fin de wookie, le 'ie' de wookie et l'ai mis au début, comme le pig latin, et j'ai ensuite commencé, quand je l'ai dit phonétiquement, cela sonnait comme ewok qui est très semblable à Miwok qui sont les Indiens qui habitent le secteur où je vis et où se trouve mon studio. Le fait est qu'il y avait un village Miwok juste à l'extérieur de mon bureau. Donc j'ai pensé qu'il y avait une agréable impression d'écho de l'idée et j'ai finalement retiré le 'i' et un des 'o' et cela a donné ewok. »

— George Lucas
La vision de Lucas a évolué grâce à une équipe de concepteurs. Parmi eux, Joe Johnston, le directeur artistique du Retour du Jedi et par la suite, production designer de L'Aventure des Ewoks a beaucoup apporté à la création. Il s'est concentré sur leur personnalité et individualité. Le concepteur de créatures, Stuart Freeborn, a conçu et construit les costumes d'origine à Londres. Durant L'Aventure des Ewoks, Johnston a élargi la culture ewok avec des costumes, des artefacts, des ustensiles, des outils et des moyens de transport. Pour la réalisation, il a été aidé du directeur artistique Harley Jessup et du chef décorateur Bill George. Jessup a fait de nombreuses recherches sur les cultures primitives des Amérindiens et des Africains.

« J'aime les ewoks. Je pense qu'ils ont un grand potentiel pour avoir une merveilleuse influence sur les enfants. Ils ont beaucoup de personnalité. Ils sont nobles, ils aiment leurs familles, ils pensent toujours aux autres d'abord, ils sont intelligents. Ils représentent le bien contre le mal poussé à l'extrême et ils sont mieux que bons parce qu'ils sont si minuscules et luttent contre quelque chose de si énorme. »

— Joe Johnston
Marcia Calkovsky de l'université de Lethbridge explique après avoir étudié les dialogues de l'épisode VI et interviewé le bruiteur Ben Burtt, le créateur de l'ewokese, que le langage est inspiré d'un dialecte tibétain avec quelques rares paroles de kalmouk, langue mongole,. Burtt a eu l'idée après avoir vu un documentaire de la BBC sur le Tibet .

## Œuvres où lesEwoksapparaissent
Depuis leur première apparition dans Star Wars : épisode VI - Le Retour du Jedi, les ewoks ont été utilisés dans de nombreuses œuvres de l'univers étendu de Star Wars. Cette section présente une liste non exhaustive des œuvres centrées sur des membres de cette espèce qui ont permis d'approfondir leur mode de vie, leur culture et d'enrichir leur histoire.

### Cinéma et télévision
- 1983 : Star Wars, épisode VI : Le Retour du Jedi (Star Wars, Episode VI: Return of the Jedi), film réalisé par Richard Marquand[41]
- 1984 : L'Aventure des Ewoks (Caravan of Courage: An Ewok Adventure), téléfilm réalisé par John Korty[10]
- 1985 : La Bataille d'Endor (Ewoks: The Battle for Endor), téléfilm réalisé par Jim Wheat et Kim Wheat[10]
- 1985-1987 : Ewoks, série animée[42]

### Livres pour enfants
- 1983 : The Ewoks Join the Fight de Bonnie Bogart[43]
- 1984 : How the Ewoks Saved the Trees: An Old Ewok Legend de Jame Howe[44]
- 1984 : The Adventures of Teebo: A Tale of Magic and Suspense de Joe Johnston[45]
- 1984 : The Ewoks' Hang-Gliding Adventure de Judy Herbstman[46]
- 1984 : The Baby Ewoks' Picnic Surprise de Melinda Luke[47]
- 1984 : Three Cheers for Kneesaa!: An Ewok Adventure de Jane E. Gerver[48]
- 1984 : Wicket Finds a Way: An Ewok Adventure de Melinda Luke[49]
- 1985 : The Ewoks and the Lost Children d'Amy Ehrlich est une adaptation en livre du téléfilm L'Aventure des Ewoks[50]
- 1985 : Wicket and the Dandelion Warriors: An Ewok Adventure de Larry Weinberg est l'adaptation de To Save Deej le quatrième épisode de Starwars: Ewoks[51].
- 1986 : The Shadow Stone: An Ewok Adventure de Cathy East Dubowski est l'adaptation de Sunstar vs. Shadowstone, le neuvième épisode de Starwars: Ewoks[52].
- 1986 : The Red Ghost: An Ewok Adventure de Melinda Luke est l'adaptation de Asha, le treizième épisode de Starwars: Ewoks[53].
- 1986 : The Ring, the Witch, and the Crystal: An Ewok Adventure de Cathy East Dubowski est une adaptation en livre du téléfilm La Bataille d'Endor[54]
- 1986 : The Ewok Who Was Afraid: An Ewok Adventure de Helena Clare Pittman[55]
- 1986 : Wicket Goes Fishing: An Ewok Adventure de Melinda Luke[56].
- 1986 : Fuzzy as an Ewok: Things to Touch, See and Smell from the Forest Moon of Endor de Virginia Holt[57].

### Livres-disques
- 1983 : The Ewoks Join the Fight, dans la collection Read Along Adventure de Buena Vista Records[58]
- 1984 : The Ewok Adventure, dans la collection Read Along Adventure de Buena Vista Records est une adaptation du téléfilm L'Aventure des Ewoks[58],[59]
- 1985 : Ewoks: The Battle for Endor, dans la collection Read Along Adventure de Buena Vista Records est une adaptation du téléfilm La Bataille d'Endor[58],[59]

### Comics
- 1985 : Small Wars, Star Wars #94 de Mary Jo Duffy, publié par Marvel Comics[60],[61]
- 1985-1987 : Ewoks #1-14 de David Manak, publiés par Star Comics, label de Marvel Comics[62],[63],[64]
- 1988 : Ewoks Annual #1 de David Manak, publié uniquement au Royaume-Uni par Marvel Comics[65],[66]
- 2002 : Apocalypse Endor de Christian Read dans Tales #14 publié par Dark Horse Comics[60]

## Produits dérivés

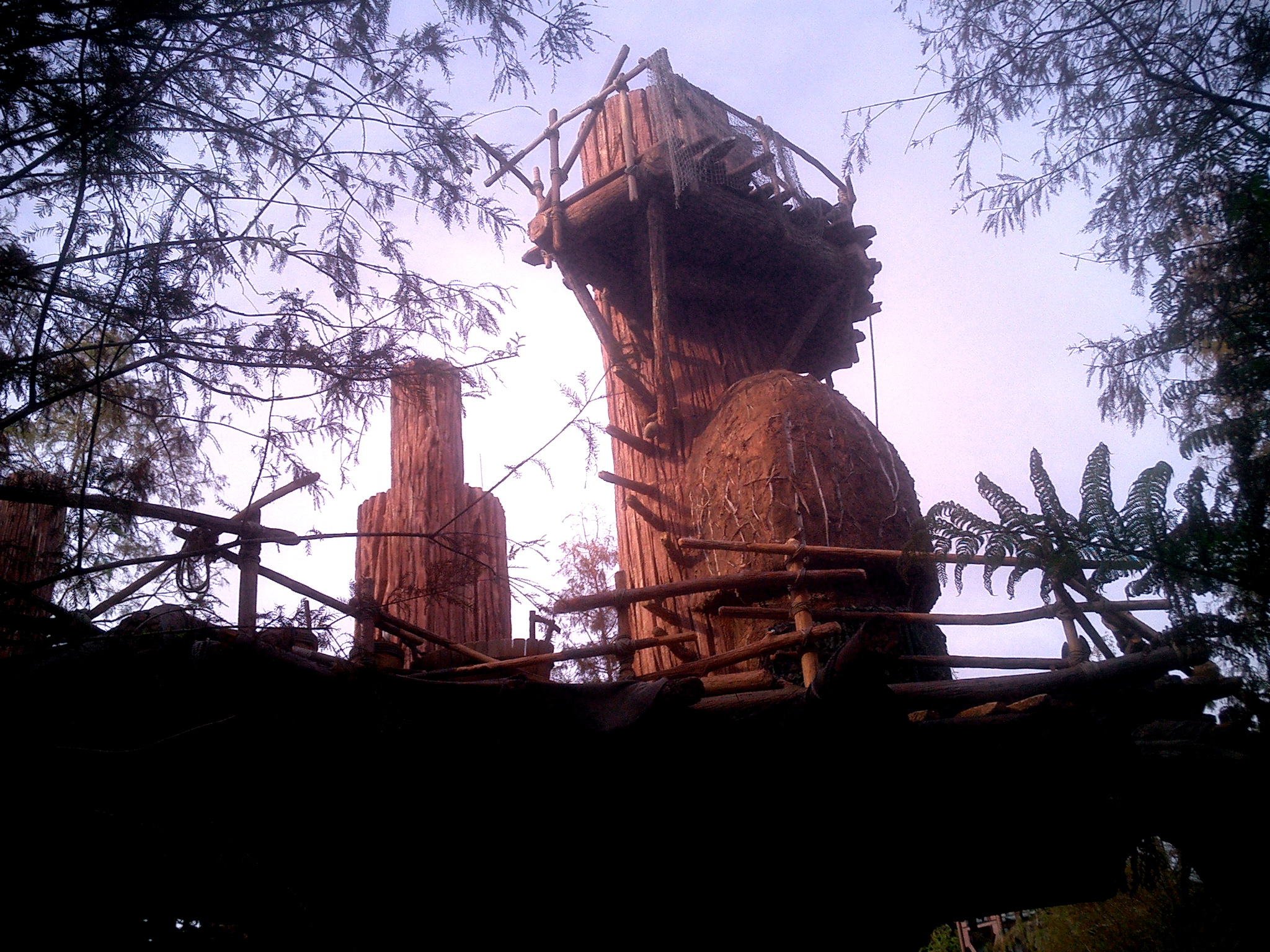
Village Ewok de Star Tours: The Adventures Continue en Floride.

Les Ewoks ont de nombreuses adaptations en figurine avec des versions différentes en fonction du film ou du dessin animé, du type articulés ou non, réaliste ou sous forme de lego. Les constructions et véhicules Ewoks sont aussi représentés en figurine : le deltaplane, le chariot de guerre, le village Ewoks, la catapulte,. Certains collectionneurs sont allés jusqu'à créer des villages Ewoks entier, la peinture ou le changement de pièces amovibles sur les figurines permettant de créer des variantes aux modèles proposés.
Avec des allures d'ours en peluche, il était inévitable de passer par l'adaptation en peluche. Il existe également de nombreuses cartes Star Wars à jouer ou à collectionner sur les Ewoks. Le public visé par le dessin animé, les livres pour enfants et les comics est très jeune, pour eux, il existe des figurines plus adaptés, des puzzles, cahiers de dessins, jeux de société, des fiches de décalcomanie, déguisements, du matériel scolaire, boîte de goûter, cartes de vœux. Pour les collectionneurs, les Ewoks ont aussi été adaptés aux tasses, verres, tirelires, pièces vendues avec des figurines, vêtements et encore bien d'autres produits,.
En Floride, la version de Star Tours: The Adventures Continue, une attraction des Parcs Disney, contient un village Ewok.
Une espèce d'éponge décrite en 2015, Geodia ewok, a été nommée ainsi pour sa ressemblance avec les Ewoks, par sa forme petite et ronde.